# Bockscheuer
Die Bockscheuer ist ein am 21. Dezember 1998 vom Regierungspräsidium Karlsruhe durch Verordnung ausgewiesenes Naturschutzgebiet auf dem Gebiet der Stadt Sinsheim im Rhein-Neckar-Kreis.

## Lage und Beschreibung
Das 11,2 Hektar große Schutzgebiet liegt unmittelbar westlich von Sinsheim am Erlenbach südlich der Elsenztalbahn. Es gehört zum Naturraum Kraichgau.
Es umfasst mehrere Feuchtwiesen, Wiesen und Äcker sowie Feuchtgebüsche, den begradigten Erlenbach, einen Teich sowie einen nach Südosten führenden Hohlweg. Das Naturschutzgebiet ist eingebettet in das Landschaftsschutzgebiet Unteres und Mittleres Elsenztal.

## Schutzzweck
Schutzzweck des Naturschutzgebietes ist laut Schutzgebietsverordnung „die Erhaltung und Förderung der besonders trittempfindlichen und von stark gefährdeten Tier- und Pflanzenarten besiedelten Nasswiesen, Seggenriede und Röhrichte, der übrigen Wiesen und Gehölze [und] eines Grundwasserteiches [sowie] als vernetzte Lebensräume der auf Gewässer, Wiesen, Hochstaudenfluren, Seggenriede, Röhrichte und/oder Gehölze angewiesenen Tier- und Pflanzenwelt.“